# Podvojné účetnictví
Podvojné účetnictví byl termín, který používal zákon o účetnictví (563/1991 Sb.) do roku 2004, od 1. ledna 2004 se už používá jen pojem účetnictví (pro to, co dříve bylo účetnictvím podvojným) a jednoduché účetnictví bylo (s několika drobnými přechodnými opatřeními) zrušeno, resp. nahrazeno tzv. daňovou evidencí podle zákona o daních z příjmů, tj. účetní jednotky, které dříve vedly jednoduché účetnictví, nyní  mohou vést buď daňovou evidenci nebo účetnictví.
Od roku 2016 mohou znovu některé účetní jednotky vést jednoduché účetnictví. Jedná se například o církve.
V podvojném účetnictví je každá položka na účtu spárovaná s položkou na jiném účtu, ale na opačné straně (Má dáti nebo Dal). Např. pokud je pokladnou zaplacena dodavatelská faktura ve výši 1 500 Kč, je tato částka zaúčtována na účet pokladny na straně Dal a na účet dodavatele na straně Má dáti.
Podvojné účetnictví mohly vést fyzické a právnické osoby dobrovolně, anebo povinně, pokud v minulém účetním období překročily výši obratu 25 milionů korun. Ze zákona toto účetnictví dále povinně vedly všechny osoby zapsané v obchodním rejstříku. Povinnost vést účetnictví může ukládat také zvláštní předpis. Pokud osoba nevede účetnictví, musí vést daňovou evidenci.
Přechod zpět na daňovou evidenci je možný až po pěti letech, ve kterých obrat nedosahuje výše 25 milionů korun.